# The Unholy Three (película de 1930)
El trío fantástico (en el original en inglés, The Unholy Three) es una película melodramática estadounidense de 1930 dirigida por Jack Conway y protagonizada por Lon Chaney. La película es un remake sonoro de la película muda del mismo nombre de 1925, con ambas películas basadas en la novela homónima de Tod Robbins.
En ambas versiones, los papeles de Profesor Eco y Tweedledee fueron interpretados por Lon Chaney y Harry Earles respectivamente.  Esta película es notable por el hecho de ser la última película de Chaney, así como su única cinta sonora. Chaney murió de cáncer de esófago un mes después del estreno de la película.

## Argumento
Un espectáculo de rarezas es cerrado por la policía después de que Tweedledee (Harry Earles), el amargado "Hombre de veinte pulgadas", da una patada a un niño que le molesta, empezando un disturbio en el local. Eco, el ventrilocuo, propone a Tweedledee y al forzudo Hércules (Ivan Linow), usar sus talentos para cometer delitos. Eco también se lleva a su novia la carterista Rosie (Lila Lee) y a su gorila mascota, que Hércules teme.
Eco se disfraza de la señora O'Grady, aparentemente una amable anciana que regenta una tienda de mascotas, mientras Tweedledee finge ser su nieto, y Hércules su yerno. Utilizando lo que aprenden de las casas cuando entregan las mascotas, el trío más tarde comete robos en ellas, con sus compradores ricos como víctimas. Eco es el líder y cerebro de los golpes, pero sus maneras autoritarias provocan el resentimiento de los otros dos. Mientras, el ignorante empleado de la tienda, Héctor McDonald (Elliott Nugent), se enamora de Rosie.
La pandilla planea un robo en la Víspera de Navidad. Cuando Eco decide aplazarlo, Tweedledee y Hércules siguen adelante sin él. Después, Tweedledee cuenta alegremente cómo ellos no solo atracaron sino que también mataron al rico señor Arlington, a pesar de sus súplicas de piedad. Preocupados por la policía, deciden inculpar a Héctor escondiendo un collar robado en su armario.
Esa misma noche, Héctor pregunta a Rosie si quiere casarse con él. Avergonzada de su pasado, finge que solo había coqueteado para divertirse. Después de irse, ella empieza a llorar; él regresa, ve que realmente le ama, y se comprometen.
Sin embargo, Héctor es arrestado por asesinato. Todavía temeroso, el trío decide ocultarse en una cabaña remota obligando a Rosie a ir con ellos. Rosie le suplica a Eco que salve a Héctor prometiendo regresar con él a cambio. Tweedledee Intenta persuadir a Hércules para que dispare a ambos, pero el forzudo se niega.
Eco, disfrazado como la "Abuelita" O'Grady, aparece en el juicio e intenta proporcionar una coartada, pero su disfraz es descubierto. Hace una confesión completa y recibe una condena de uno a cinco años. En la cabaña, Tweedledee escucha a Hércules pidiéndole a Rosie que se escape con él (y el botín), así que el enano libera al gorila; Hércules asesina a Tweedledee antes de que él mismo sea muerto por el simio. Rosie escapa.
Mientras Eco es llevado a prisión, Rosie promete esperar por él, cumpliendo su acuerdo. Sabiendo que ama a Héctor, generosamente le dice que no lo haga.

## Reparto
- Lon Chaney como Profesor Eco / Señora O'Grady
- Lila Lee como Rosie O'Grady
- Elliott Nugent como Héctor McDonald
- Harry Earles como enano / Tweedle Dee
- John Miljan como fiscal
- Ivan Linow como Hércules
- Clarence Burton como detective Regan
- Crauford Kent como abogado defensor
- Sidney Bracey como mayordomo del señor Arlington
- Trixie Friganza como clienta en la tienda (sin acreditar)
- Joseph W. Girard como juez (sin acreditar)
- Armand Kaliz como joyero (sin acreditar)

## Recepción
El crítico cinematográfico Leonard Maltin otorgó a la película dos y media de cuatro estrellas, alabando la actuación de Chaney pero criticando la del resto del reparto.